# Offutt AFB
Offutt AFB é uma região censitária localizada no estado americano de Nebraska, no Condado de Sarpy.

## Demografia
Segundo o censo americano de 2000, a sua população era de 8901 habitantes.

## Geografia
De acordo com o United States Census Bureau, a localidade tem uma área de 11,3 km², dos quais 10,9 km² cobertos por terra e 0,4 km² cobertos por água.

## Localidades na vizinhança
O diagrama seguinte representa as localidades num raio de 16 km ao redor de Offutt AFB.